# Bhután hívójelkörzetei
Bhután jelenleg (2024) nincs felosztva hívójelkörzetekre.
Bhután számára az ITU az A5 hívójelprefixet határozta meg.
| Prefix | Körzet      | Hely/jelleg                                         | ITU zóna | CQ zóna | 1 szintű QTH lokátor |
| ------ | ----------- | --------------------------------------------------- | -------- | ------- | -------------------- |
| A5     | [0..1,3..9] | Bhután                                              | 41       | 22      | NL                   |
| A5     | 2           | Bhután, külföldi látogatóknak ideiglenes hívójelhez | 41       | 22      | NL                   |

## Lajstromjel
Vízi és légi járművek lajstromjelzéséhez az A5 prefixet használják.